# Mario Nunes Vais
Mario Nunes Vais (Florence, 1856 - idem, 1932) est un photographe italien.

## Biographie
Nunes Vais, homme cultivé et raffiné, ne fit jamais commerce de son activité de photographe qu'il considérait comme un hobby. Il laisse plus de 60 000 photographies. Attentif et curieux du monde qui l'entourait, il réussit, à travers ses photographies, à reproduire la société de son temps sans limitations et toujours poussé par un fort sens artistique.
Il rencontra un large éventail de personnalités qui posèrent pour lui dans la pièce de sa maison de plain pied de la rue Borgognissanti ou dans la mansarde de la rue des Albizi à Florence. Il fut le photographe préféré de Gabriele D'Annunzio de 1898 à 1910 et des principaux poètes crépusculaires et futuristes.
En 1913, lorsque la revue Lacerba organisa l'exposition de peintres et sculpteurs futuristes, Vais les suivit toute la journée les photographiant individuellement ou en groupe et dans les lieux les plus caractéristiques de Florence.
Marinetti, Carrà, Papini, Boccioni, Palazzeschi e Soffici, écrivirent à cette occasion : 
| « Gloire au Futurisme volonté + nouveauté + énergie + sympathie très forte pour le grand Nunes Vais » | « Gloria al Futurismo volontà + novità + energia + simpatia vivissima per il grande Nunes Vais » |

Pour ne citer que quelques noms, on trouve parmi les protagonistes de la vie italienne dont il a fait le portrait : Benedetto Croce, Giovanni Gentile, Eugenio Montale, Thomas Mann, Giacomo Puccini, Guglielmo Marconi, Edmondo De Amicis, Paola Borboni, Vittorio De Sica. 
Dans une lettre de Giovanni Papini envoyé à son ami photographe Mario Nunes Vais, on lit : 
| « On dit que la photographie allait tuer la peinture. Au contraire, la photographie, en devenant toujours plus parfaite, est en train de sauver la peinture du fait que celle-ci doit être toujours plus la négation de la première, à savoir toujours plus lointaine et différente de la réalité que tous voient » | « Dicevano che la fotografia avrebbe ammazzato la pittura. Invece la fotografia, diventando sempre più perfetta, sta salvando la pittura dal momento che questa dev'essere sempre di più la negoziazione di quella - cioè sempre più lontana e diversa dalla cosiddetta realtà che vedono tutti » |

## Collections, expositions
- Fratelli Alinari

## Galerie

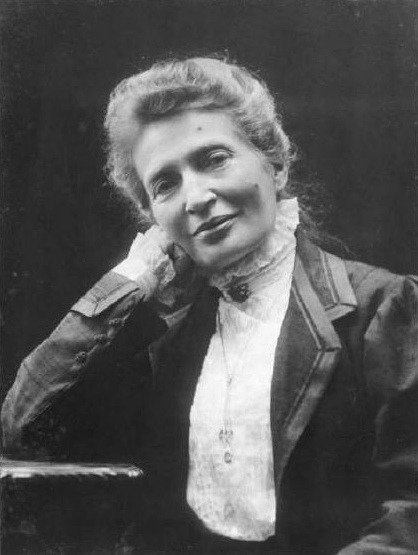
Anna Kuliscioff a Firenze (1908)
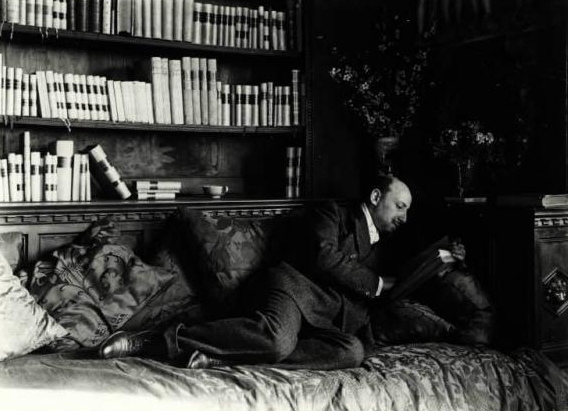
Gabriele D'Annunzio
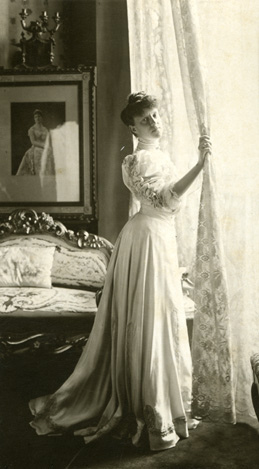
Ritratto della Contessa Vittoria Tozzoni Torrigiani. 1906
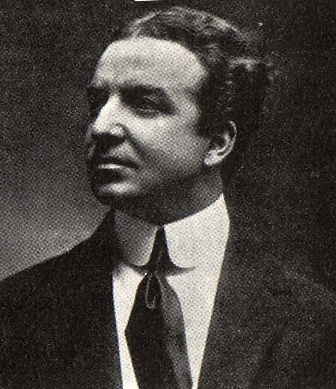
Aldo Palazzeschi
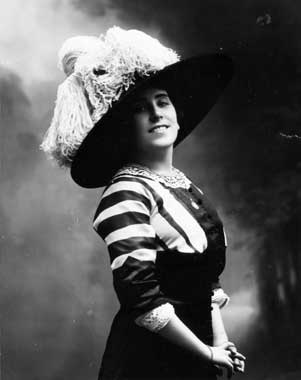
Lucrezia Bori, soprano (1900)
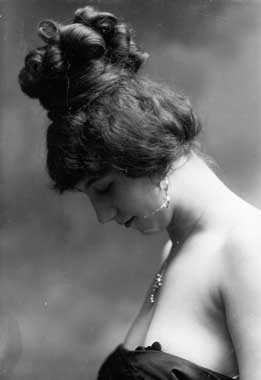
La ballerina Missia

## Publications, bibliographie
- Mario Nunes Vais fotografo. Firenze, Palazzo Vecchio, Sala d'Armi, maggio-giugno 1974, Florence, Centro Di, 1974. publication réalisée sur l'initiative du Gabinetto fotografico nazionale di Roma et de la commune de Florence. Il contient des écrits d'Aldo Palazzeschi, Lamberto Vitali, Carlo Bertelli ;
- Marcello Vannucci, Mario Nunes Vais fotografo fiorentino, préfacé par Giovanni Spadolini, Florence, Bonechi, 1975 ;
- Gli italiani nelle fotografie di Mario Nunes Vais. Roma, Palazzo Venezia, Sala Barbo, 15 novembre-10 dicembre 1978, préfacé par Oreste Ferrari, catalogue réalisé par Maria Teresa Contini, Florence, Centro Di, 1978, exposition et catalogue réalisés par l'Istituto centrale per il catalogo e la documentazione e del Gabinetto fotografico nazionale ;
- Claudio Giorgetti, Volti d'epoca, omaggio all'arte fotografica di Mario Nunes Vais, Viareggio, 1997 ;